# 迷影精神赏
迷影精神赏（英語：The CINEPHILE Prize），前称“迷影精神奖”（第三届起更为现名），成立于2015年，是由中国大陆专业影评人发起的华语电影评选活动，致力于鼓励华语电影新导演创作，一般于每年在北京举行颁奖礼。

## 评选
迷影精神赏的评选类似于法国龚古尔文学奖，评选范围为华语电影新导演的首部或第二部个人作品，无须创作者提名，由评委直接提名，每位评委只能提名一部作品，由来自各地的专业影评人及资深电影人士选出年度“华语新电影十佳”（因票数相同，也会出现多于或少于十部的情况），再通过投票选出本年度“迷影精神赏”年度推荐影片，最终得奖的创作者将获得证书和1895元人民币（代表电影的诞生年份）的象征性奖金。
首届迷影精神赏评选活动于2015年在北京大学举行，此后历届评选常有名人参与评审工作，如第三届的张译、第五届的杜江。著名导演贾樟柯、王小帅、陆川、毕赣、刁亦男等曾出席颁奖礼并担任颁奖嘉宾。
2019年起，“迷影精神赏”与平遥国际电影展合作，设立影评人平行奖项“迷影选择荣誉”，从参展的华语电影新导演的首部或第二部剧情长片中选出一部作品得奖。同年，与澳门国际影展合作，在当届影展设立“迷影选择奖”和“迷影推荐澳门影片奖”两个平行奖项。

## 年度推荐影片
| 届数 | 年份 | 颁奖日         | 获奖作品           | 导演   | 备注                       |
| ---- | ---- | -------------- | ------------------ | ------ | -------------------------- |
| 1    | 2015 | 2015年11月17日 | 《路边野餐》       | 毕赣   |                            |
| 2    | 2016 | 2016年12月22日 | 《八月》           | 张大磊 |                            |
| 3    | 2017 | 2018年1月7日   | 《大佛普拉斯》     | 黄信尧 |                            |
| 4    | 2018 | 2019年1月26日  | 《过昭关》         | 霍猛   |                            |
| 5    | 2019 | 2020年1月6日   | 《金都》           | 黄绮琳 |                            |
| 6    | 2020 | 2021年1月31日  | 《野马分鬃》       | 魏书钧 | 受新冠疫情影响改为线上进行 |
| 7    | 2021 | 2022年3月26日  | 《宇宙探索编辑部》 | 孔大山 | 受新冠疫情影响改为线上进行 |
| 8    | 2022 | 2024年4月20日  | 《窄路微尘》       | 林森   |                            |
| 8    | 2023 | 2024年4月20日  | 《这个女人》       | 阿烂   |                            |